# Marco Causi
Marco Causi (Palermo, 15 ottobre 1956 – Roma, 8 maggio 2025) è stato un politico ed economista italiano.

## Biografia
Marco Causi nacque il 15 ottobre 1956 a Palermo, figlio di Marina Marconi, deputata del PCI all'ARS negli anni settanta e assessore al Comune di Palermo negli anni della Primavera palermitana, nonché nipote di Pirro Marconi e di Jole Bovio Marconi, sovrintendente archeologica per la Sicilia occidentale e direttrice del Museo archeologico regionale Antonio Salinas.
Si laureò in scienze statistiche all'Università degli Studi La Sapienza di Roma, e successivamente fu docente di ruolo nella Facoltà di Economia dell'Università degli Studi Roma Tre.
Nella prima metà degli anni novanta lavorò come esperto economico della Commissione europea, partecipando a progetti dell'Ocse.
Dal 1996 al 1998 ricoprì il ruolo di esperto economico della Presidenza del Consiglio dei ministri e dal 1999 al 2001 del Ministero del Tesoro.
Dal 2001 al 2008 fu assessore alle Politiche Economiche, Finanziarie e di Bilancio nella giunta del Comune di Roma guidata da Walter Veltroni per tutto il suo mandato da Sindaco, lavorando anche per conto dell'ANCI.
Nel 2005 si sposò con Monique Veaute, direttrice dal 2007 al 2009 di Palazzo Grassi a Venezia e dal 2020 direttrice artistica della fondazione Festival dei Due Mondi di Spoleto.
Alle elezioni politiche del 2008 fu eletto alla Camera dei deputati nella lista del Partito Democratico nella Circoscrizione Sicilia 2; fu poi rieletto alle elezioni politiche del 2013 nella Circoscrizione Sicilia 1.
Nel luglio 2015, nel terzo rimpasto dopo lo scoppio di Mafia Capitale, fu nominato da Ignazio Marino come nuovo vicesindaco di Roma, con delega al Bilancio e al Personale, allo scopo di rilanciare l'attività amministrativa con assessori membri del Parlamento. Rimase in carica solo tre mesi, fino al 30 ottobre, quando lasciò l'incarico in risposta al ritiro delle dimissioni del sindaco, a cui fece seguito il giorno successivo la decadenza del sindaco stesso a causa delle dimissioni di 26 membri dell'Assemblea Capitolina.